# Парское сельское поселение
Па́рское се́льское поселе́ние — муниципальное образование Родниковского района Ивановской области
Административный центр — село Парское.

## География
Поселение расположено на юго-западе Родниковского района. Территория отличается благоприятными климатическими условиями, чистотой воды и воздуха, богатством растительного мира  и красотой памятников культурно-исторического наследия, природы. 

## История
Парское сельское поселение образовано 25 февраля 2005 года в соответствии с Законом Ивановской области № 50-ОЗ. 10 декабря 2009 года на основании Закона Ивановской области № 136-ОЗ в состав Парского сельского поселения включено упразднённое Малышевское сельское поселение.
Парское — одно из старейших сёл Ивановской области. Первое упоминание о нём встречается свыше 600 лет назад, именно здесь проводились знаменитые Парские ярмарки. В Парском встречались купцы из разных уголков России. Ярмарка изменила образ жизни жителей Парского. Вокруг торговой площади, размещавшейся в центре села, выросли двухэтажные деревянные дома, в которых сами хозяева занимали одну-две комнаты. В конце лета комнаты на несколько дней заселялись торговцами, кладовые первого этажа заполнялись товарами, а в дворовых постройках размещали лошадей и повозки. За полторы–две недели ярмарки можно было заработать больше, чем за всё лето в поле, выращивая овес и рожь. Основными товарами были пряжа и готовые ткани. Местные жители продавали на ярмарке изделия своего ремесла и сушёные белые грибы, которые пользовались особым спросом.
В 2009 году Парское отметило свое 610-летие.  
Одной из достопримечательностей села Парское является родник, давший жизнь селу. Источник включён в родниковое кольцо Ивановской области. Нескончаемым потоком едут сюда люди за живительной водой родника.
На территории поселения находятся 7 церквей, 5 из которых действующие.
В конце XVIII века в селе Парское был построен Предтеченский (летний) храм. К 1863 году было завершено строительство зимней Вознесенской церкви. В настоящее время этот храмовый комплекс является объектом культурного наследия федерального значения.

## Население
| 2002  | 2010  | 2011  | 2012  | 2013  | 2014  | 2015  |
| ----- | ----- | ----- | ----- | ----- | ----- | ----- |
| 3226  | ↘3063 | ↘3055 | ↘2997 | ↘2937 | ↘2900 | →2900 |
| 2016  | 2017  | 2018  | 2019  | 2020  | 2021  |       |
| ↘2872 | ↘2859 | ↘2824 | ↘2794 | ↘2763 | ↘2218 |       |

## Состав сельского поселения
В состав поселения входят 46 населённых пунктов. Крупные населённые пункты – деревня Котиха, село Сосновец, село Парское, деревня Малышево, село Мелечкино, село Болотново. 
| №  | Населённый пункт   | Тип населённого пункта       | Население |
| -- | ------------------ | ---------------------------- | --------- |
| 1  | Алешково           | деревня                      | ↗56       |
| 2  | Бердюково          | деревня                      | 17        |
| 3  | Березники          | деревня                      | ↗94       |
| 4  | Бобры              | деревня                      | 1         |
| 5  | Болотново          | село                         | ↗415      |
| 6  | Бортницы           | село                         | ↘2        |
| 7  | Борщево            | деревня                      | ↗28       |
| 8  | Ведрово            | деревня                      | 7         |
| 9  | Выползово          | деревня                      | 48        |
| 10 | Вязово             | деревня                      | 0         |
| 11 | Голыгино           | деревня                      | 5         |
| 12 | Дворянское         | деревня                      | 1         |
| 13 | Дегтярново         | деревня                      | 0         |
| 14 | Деменово           | деревня                      | 20        |
| 15 | Дунильцево Большое | деревня                      | 3         |
| 16 | Жжониха            | деревня                      | 10        |
| 17 | Кожевники          | деревня                      | 0         |
| 18 | Козлоки            | деревня                      | 2         |
| 19 | Коробейкино        | деревня                      | 63        |
| 20 | Котиха             | деревня                      | ↘217      |
| 21 | Красново           | деревня                      | 29        |
| 22 | Кузьмино           | деревня                      | 13        |
| 23 | Кутилово           | деревня                      | ↘16       |
| 24 | Лежахово           | деревня                      | 0         |
| 25 | Леушиха            | деревня                      | 0         |
| 26 | Ломы Большие       | деревня                      | 0         |
| 27 | Ломы Малые         | деревня                      | 44        |
| 28 | Малышево           | деревня                      | ↗434      |
| 29 | Мелечкино          | село                         | ↘102      |
| 30 | Немково            | деревня                      | 2         |
| 31 | Николаевка         | деревня                      | 0         |
| 32 | Никониха           | деревня                      | 47        |
| 33 | Парахино           | деревня                      | ↗63       |
| 34 | Парское            | село, административный центр | ↘603      |
| 35 | Пархачево          | село                         | ↘18       |
| 36 | Паршино            | деревня                      | 0         |
| 37 | Петрово            | деревня                      | 12        |
| 38 | Плосково           | деревня                      | 0         |
| 39 | Половчинново       | деревня                      | 6         |
| 40 | Прислониха         | деревня                      | 5         |
| 41 | Раставлево         | деревня                      | 63        |
| 42 | Сосновец           | село                         | ↗442      |
| 43 | Становое           | деревня                      | 9         |
| 44 | Старое Село        | деревня                      | ↘5        |
| 45 | Тюриха             | деревня                      | 0         |
| 46 | Хмельники          | деревня                      | ↗104      |
| 47 | Хрипелево          | село                         | ↘53       |
| 48 | Шевригино          | деревня                      | ↘4        |

## Инфраструктура
Социальная структура поселения представлена следующими объектами: две средние общеобразовательные школы; три начальные школы–сад; один детский сад; семь учреждений культуры; пять библиотек; два кабинета врача общей практики (село Сосновец и село Парское); шесть фельдшерско-акушерских пунктов, один краеведческий музей.
Большое значение для развития муниципального образования, его жизнедеятельности имеет наличие сельскохозяйственных предприятий и инфраструктура. В Парском сельском поселении успешно осуществляют свою деятельность четыре сельскохозяйственных производственных кооператива: СПК «Возрождение»,СПК «Большевик», СПК «Искра», «СПК «Родниковский», семь крестьянско-фермерских хозяйств. Развито племенное животноводство, выращивание элитных сортов картофеля и зерновых культур.
В населённых пунктах поселения оказывают услуги населению 17 магазинов, 4 отделения связи; одно отделение Сбербанка.
На территории поселения находятся 7 обелисков воинам, погибшим в годы Великой Отечественной войны. В 2010 году были установлены три памятные доски людям, много сделавших для процветания своей «малой родины»: Бредову Михаилу Яковлевичу, Староверову Константину Иосифовичу, Борисову Николаю Ивановичу.